# 양평중학교 축구부
양평중학교 축구부는 경기도 양평군에 위치한 양평중학교의 축구부이다. 

## 같이 보기
- 양평중학교